# Lucija (Piran)
Lucija (en italien : Lucia) est un hameau de la commune slovène de Piran. Avec ses 5 800 habitants, c'est le plus grand hameau du pays qui ne soit pas une commune indépendante.

## Histoire
À l'origine, son nom était Sainte-Lucie. C'est en 1948 qu'en Slovénie une loi est promulguée pour éliminer toutes références religieuses des noms des villes, places et rues. Le hameau de Sainte-Lucie devait faire partie du Territoire libre de Trieste, c'est donc seulement en 1961 — quelques années après le Mémorandum de Londres qui a effectivement divisé le Territoire libre de Trieste entre l'Italie et la Yougoslavie — que cette loi a été promulguée aussi pour la municipalité de Piran. Sainte-Lucie est ainsi devenue officiellement Lucia.

### Articles connexes

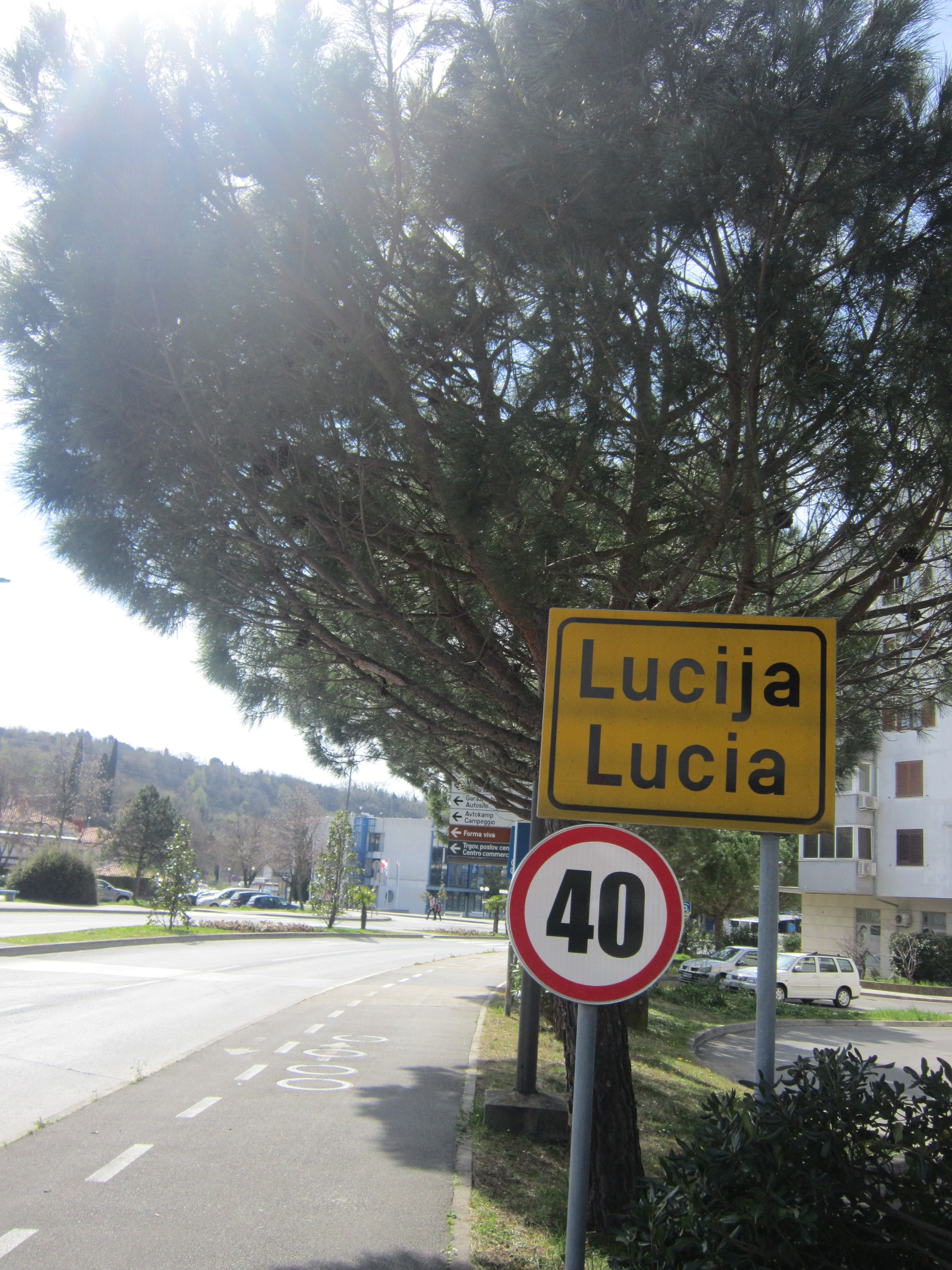
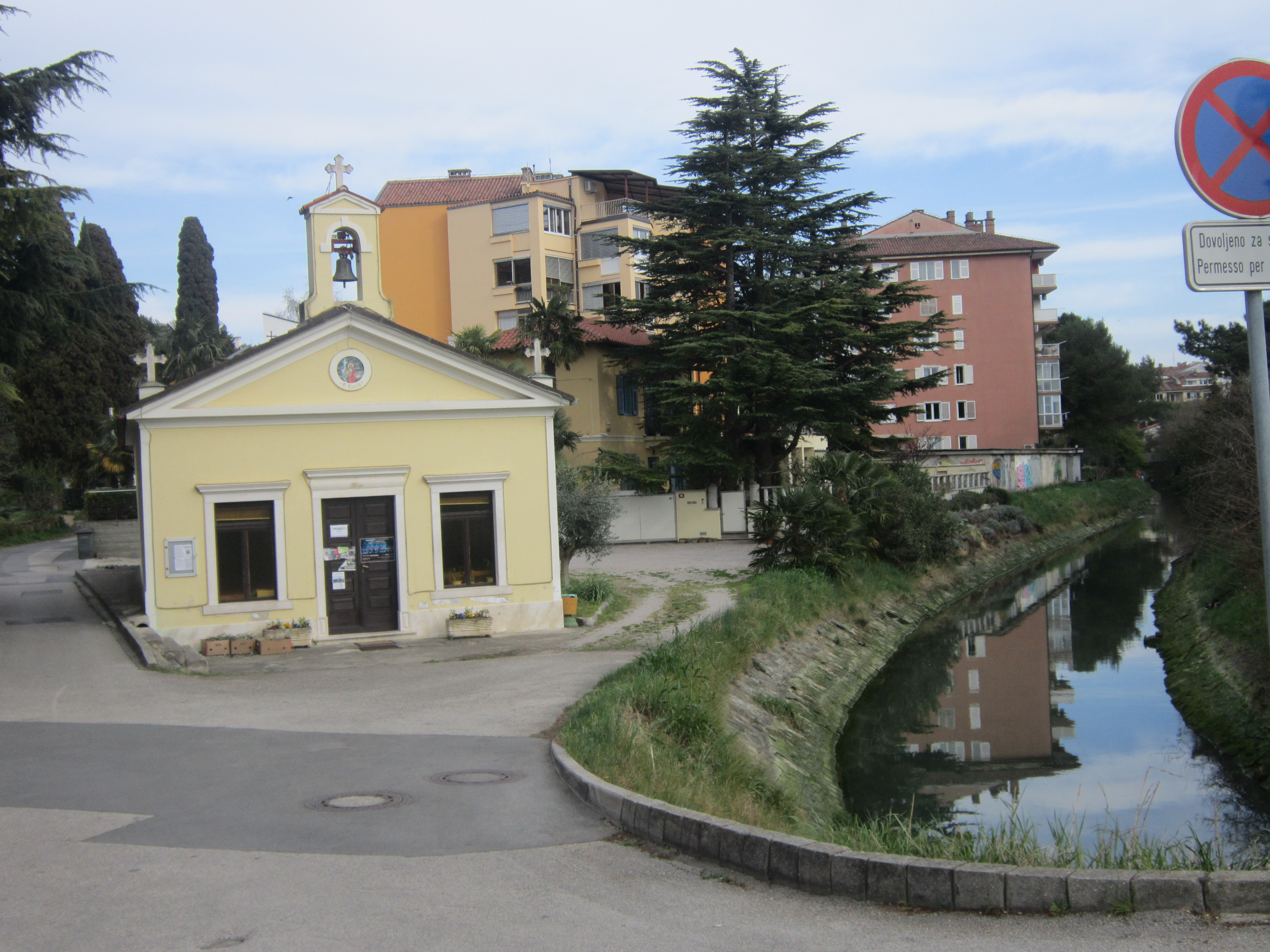
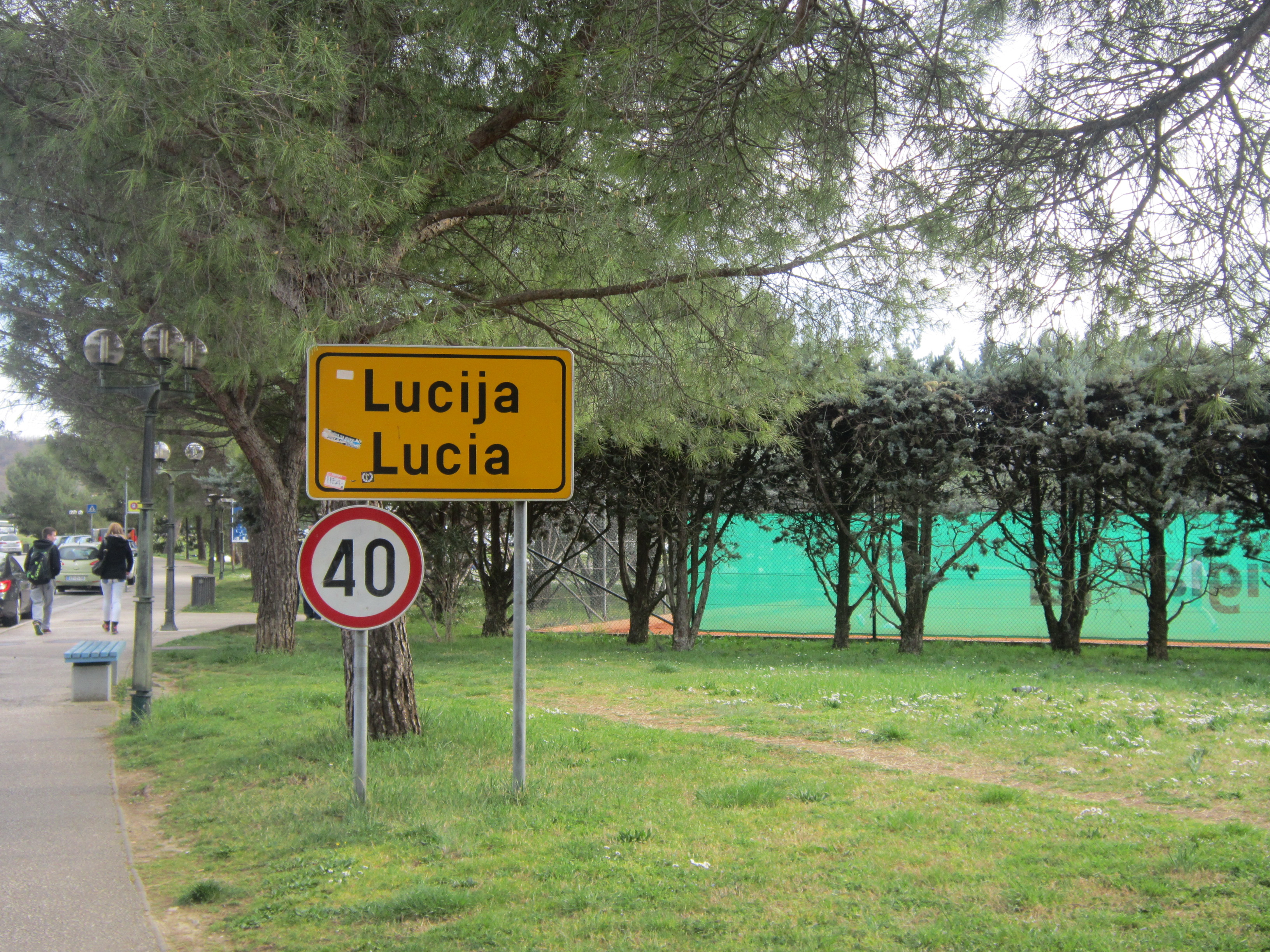
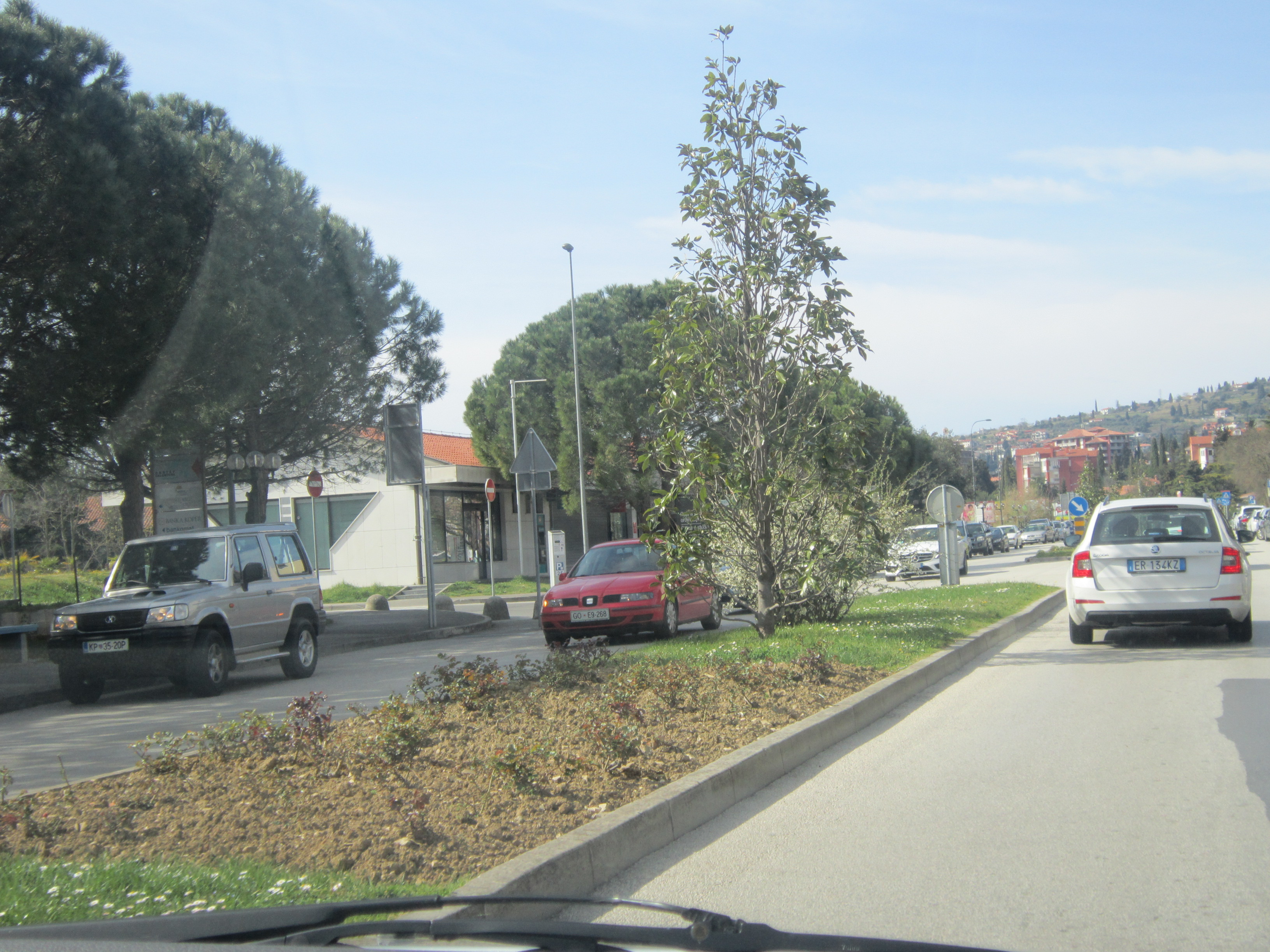
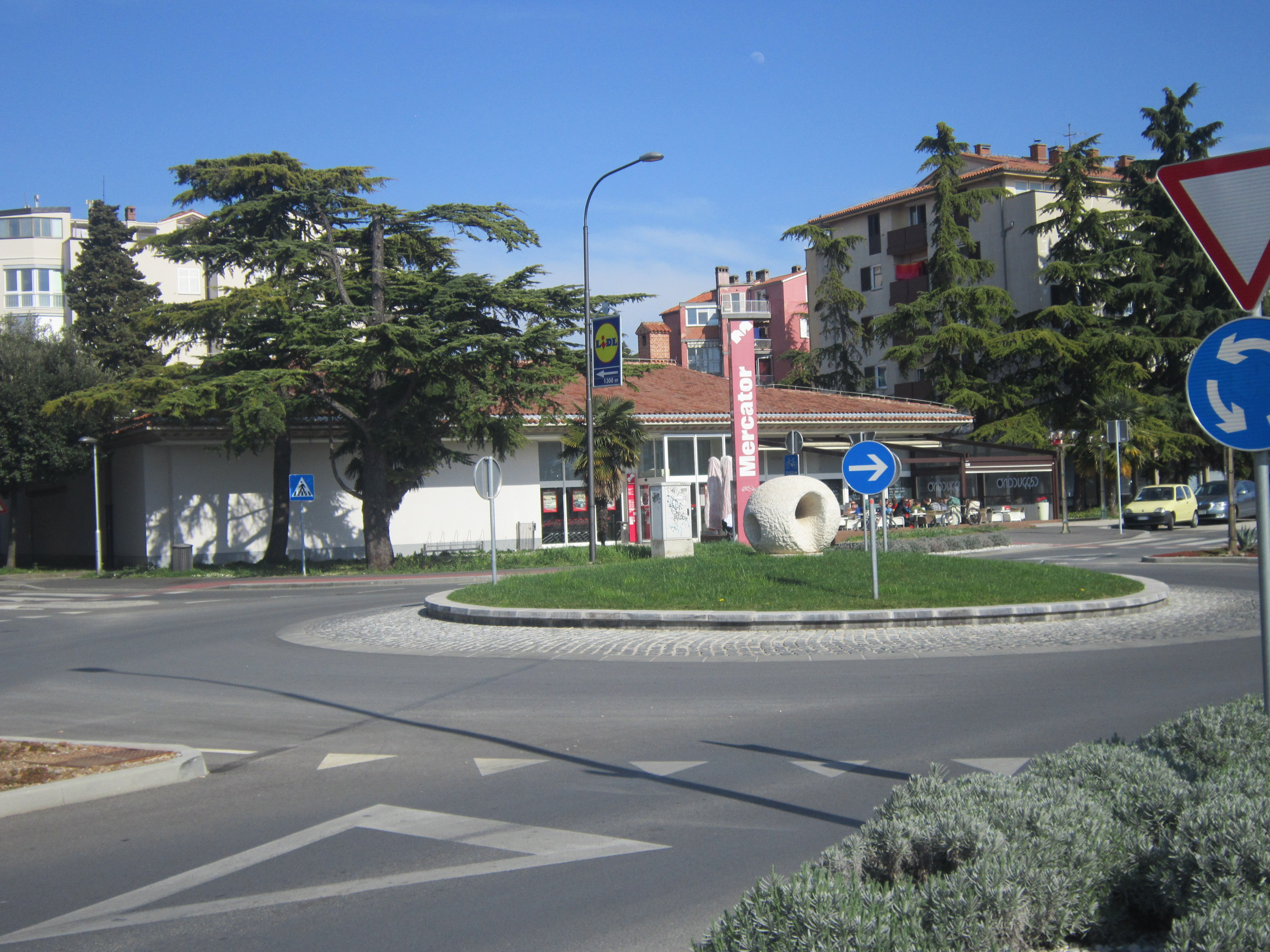
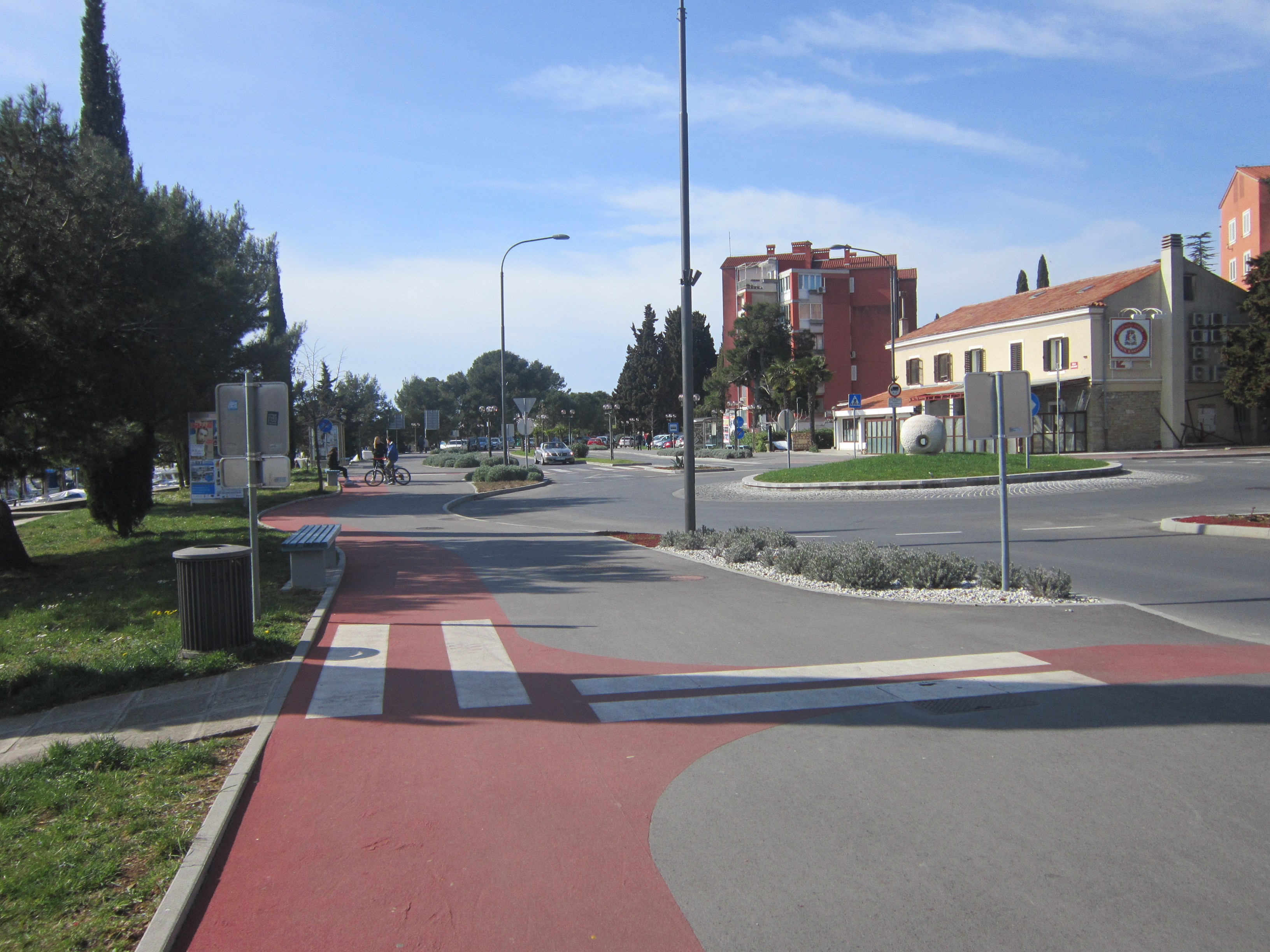
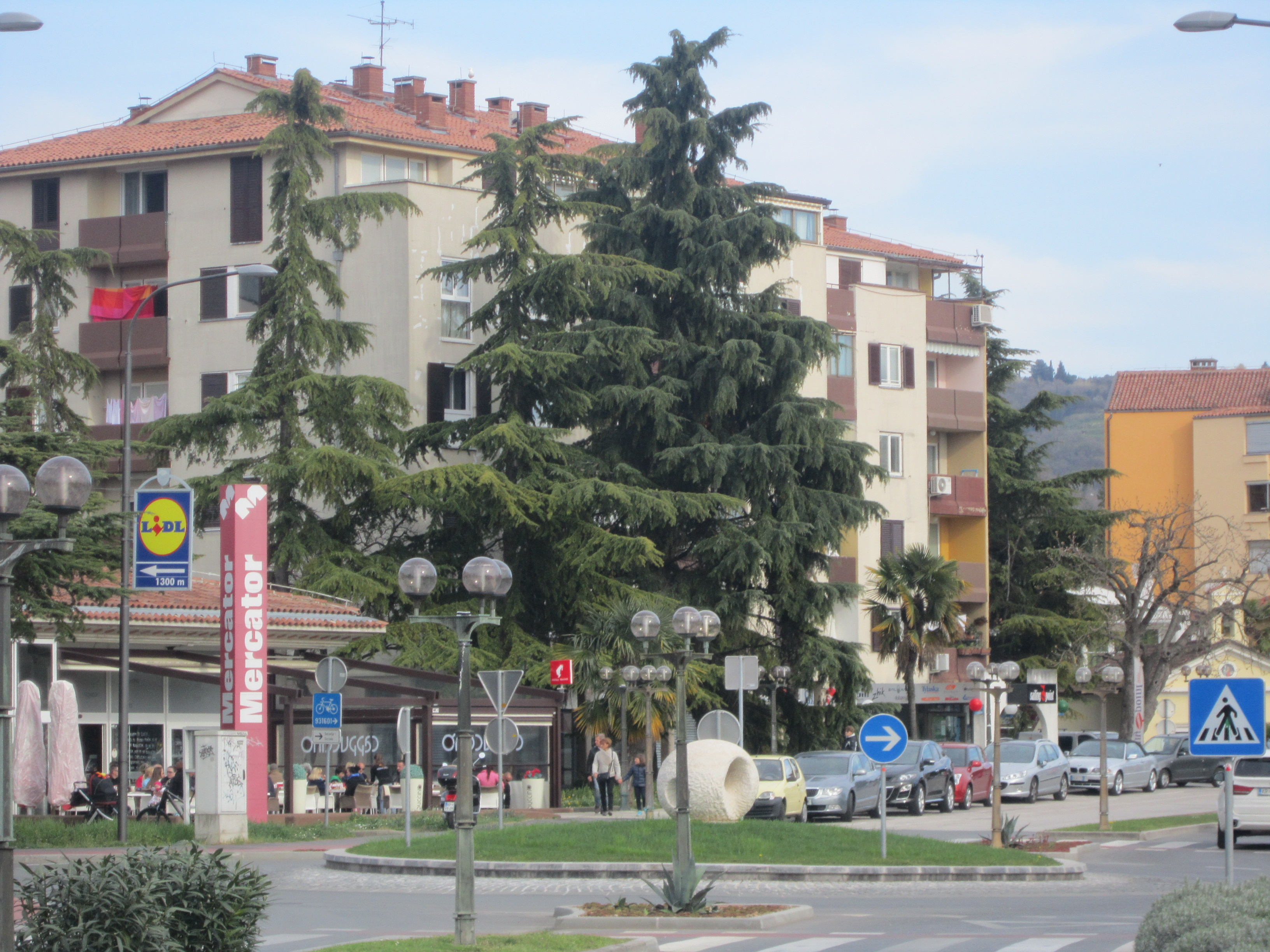
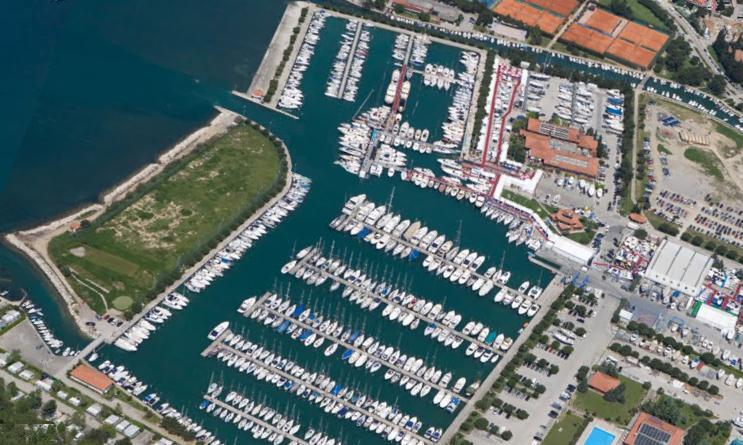
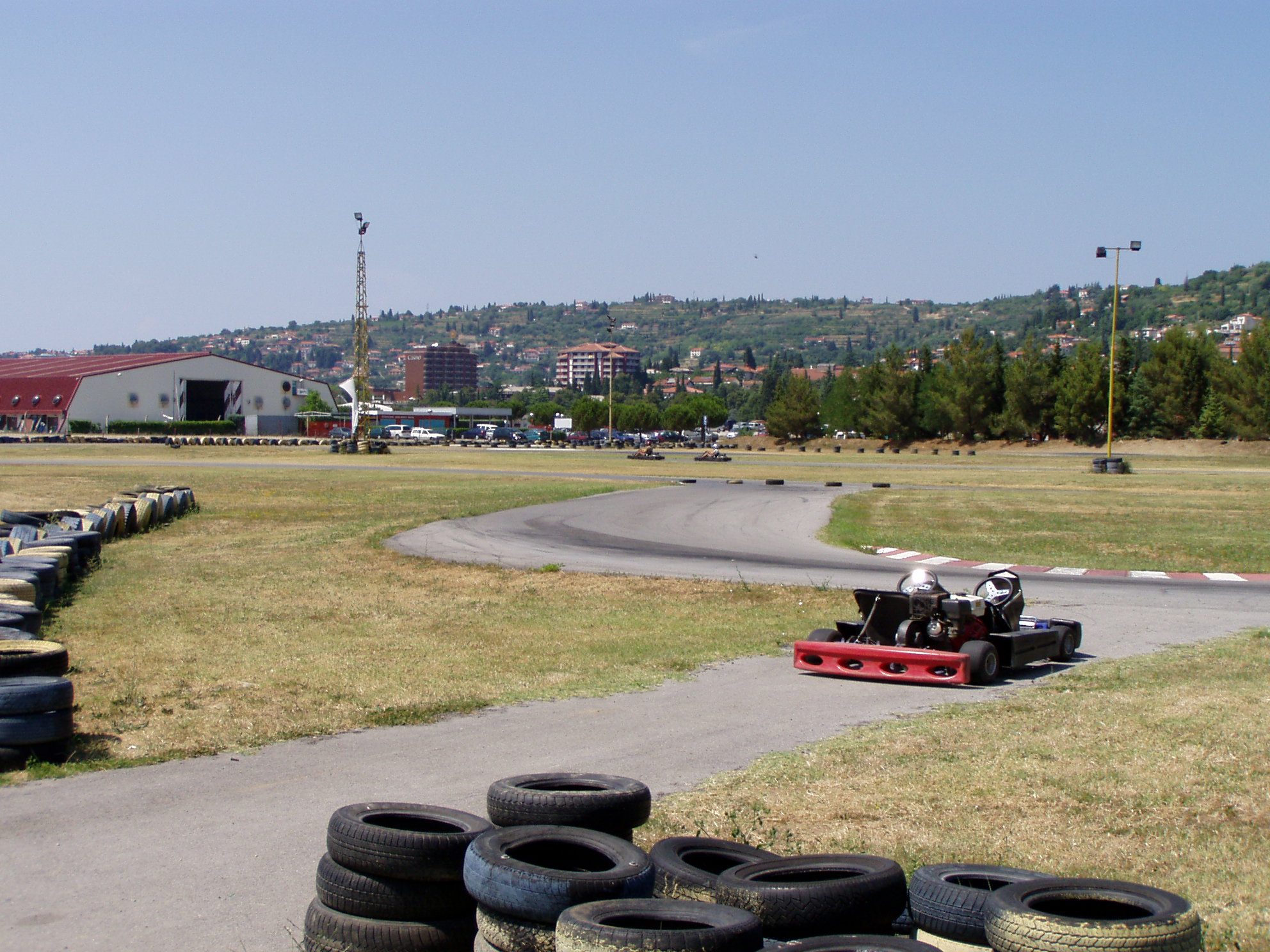
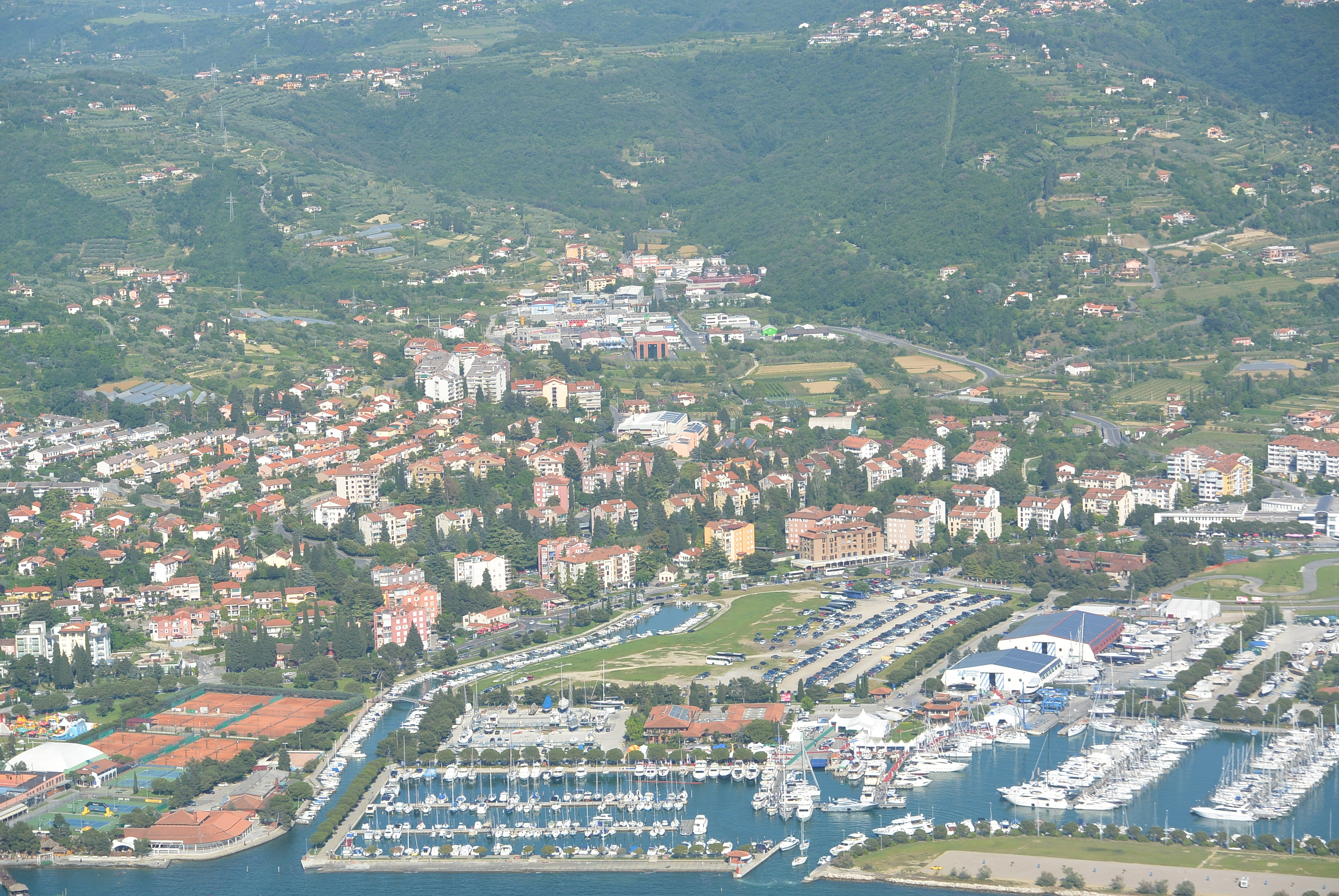